# Ударник (Магаданська область)
Ударник (рос. Ударник) — селище в Сусуманському районі Магаданської області Росії.

## Географія
Географічні координати: 63°08' пн. ш. 147°53' сх. д. Часовий пояс — UTC+10.
Відстань до районного центру, міста Сусуман, становить 54 км, а до обласного центру — 637 км. Через селище протікає струмок Заболочений.

## Історія
У 1938 році на базі копалень «Заболочений» і «Стахановець» було створено копальню «Ударник», що входила до складу Сусуманського ГЗК.

## Населення
Чисельність населення за роками:
| 1979 | 1984 | 2010 |
| ---- | ---- | ---- |
| 1904 | 1789 | 16   |

За даними перепису населення 2010 року на території селища проживало 16 осіб. Частка чоловіків у населенні складала 62,5% або 10 осіб, жінок — 37,5% або 6 осіб.